# ميشيل ستيفينارد
ميشيل ستيفينارد (بالفرنسية: Michel Stievenard)‏، من مواليد 21 سبتمبر 1937، لاعب كرة قدم فرنسي سابق.
لعب مع منتخب فرنسا لكرة القدم مباراتين.

## روابط خارجية
- ميشيل ستيفينارد على موقع قاعدة بيانات كرة القدم.إي يو (الإنجليزية)
- ميشيل ستيفينارد على موقع ناشيونال فوتبول تيمز (الإنجليزية)
- ميشيل ستيفينارد على موقع عالم كرة القدم.نت (الإنجليزية)